# 大久保忠為
大久保 忠為（おおくぼ ただため）は、戦国時代から江戸時代初期にかけての武将、旗本。大久保忠員の六男。通称、彦十郎、権右衛門。兄に大久保忠世や大久保忠佐、弟に大久保忠教らがいる。
徳川家康に父や兄弟達とともに仕え、慶長14年（1609年）に縁戚の石川忠総（大久保忠隣次男）が大垣藩主になるとこれに付属された。大坂の陣にも従軍し、高麗橋で石川忠総に付き従った。
元和2年（1616年）4月4日、病床の徳川家康に石川忠総と共に呼ばれた際、大久保忠隣ら本家の粛清の件を巧みにそらしつつ、大垣で湿地に新田を開発したことを話すと「新田が一万石であっても全て忠為に与えるので、より一層忠功に励むように」と伝えられた。家康の死後、安堵したのか同年8月9日、63歳で死去した。
三男の大久保忠知は、旗本として書院番頭となる。その子大久保忠高は1万石を領するまでに栄進し、大久保常春は大名となり、下野国烏山藩となった。また、四男の忠舊は紀州徳川頼宣の付属となり、娘婿の大久保忠直の娘須磨の方（深徳院）が将軍徳川吉宗の側室となり、9代将軍となる徳川家重を産む。